# Moatasem Al-Musrati
Almoatasembellah Ali Mohamed Al-Musrati (en árabe: المعتصم بالله علي محمد المصراتي‎; Misurata, 6 de abril de 1996), conocido deportivamente como Moatasem Al-Musrati o simplemente Al-Musrati,  es un futbolista libio que juega como centrocampista en el Beşiktaş J. K. de la Superliga de Turquía. Además, es internacional absoluto con Libia.

## Trayectoria

### Vitória de Guimarães

#### Filial
En enero de 2017 firmó un contrato de tres años y medio en el Vitória de Guimarães de la Primeira Liga de Portugal, por recomendación de su exjugador Romano Sion. Comenzó a jugar para su equipo de reserva en la LigaPro, y el 4 de marzo de 2018 anotó su primer gol para empatar en el empate 1-1 ante União.

#### Primer equipo
El 5 de agosto de 2019, Al-Musrati hizo su debut con el primer equipo, jugando los 90 minutos completos de la victoria por 1-0 ante el Feirense en la segunda ronda de la Copa de la Liga. Trece días después hizo su debut en la Primeira Liga en un empate 1-1 en casa con el Boavista y ocupó el tercer lugar en la votación para el mejor centrocampista del mes de la liga, detrás de Bruno Fernandes y Pizzi. El 12 de diciembre, marcó su único gol con el primer equipo, igualando en la remontada por 3-2 ante el Eintracht Fráncfort en la fase de grupos de la Liga Europa de la UEFA; su club ya estaba eliminado.

#### Préstamo al Rio Ave
Al-Musrati fue cedido al Rio Ave de la misma liga el 29 de enero de 2020, por el resto de la temporada. Él, Diogo Figueiras y Nuno Santos fueron expulsados el 17 de junio en una derrota en casa por 2-1 ante el Benfica.

### Sporting Clube de Braga
El 31 de julio de 2020 firmó un contrato de cuatro años con el Braga, uniéndose a su exentrenador de Rio Ave, Carlos Carvalhal. Su primer gol fue el 26 de noviembre, para abrir un empate 3-3 en casa con el Leicester City en la fase de grupos de la Liga Europa; tres días después marcó por primera vez en la máxima categoría para ganar en el Estadio Municipal de Braga al Farense. Fue votado como el Melhor jogador do mês de fevereiro de 2021.
En febrero de 2024 abandonó el club de manera temporal después de ser cedido al Beşiktaş J. K. Posteriormente este equipo lo adquirió en propiedad y un año después de su llegada fue prestado al A. S. Monaco F. C.

## Selección nacional
Al-Musrati fue convocado por primera vez para Libia en el Campeonato Africano de Naciones de 2014 en Sudáfrica, y jugó todos los partidos menos uno, incluida la victoria por penales sobre Ghana en la final.

## Palmarés

### Títulos nacionales
| Título                      | Club           | País     | Año  |
| --------------------------- | -------------- | -------- | ---- |
| Copa de Portugal            | S. C. Braga    | Portugal | 2021 |
| Copa de la Liga de Portugal | S. C. Braga    | Portugal | 2024 |
| Copa de Turquía             | Beşiktaş J. K. | Turquía  | 2024 |
| Supercopa de Turquía        | Beşiktaş J. K. | Turquía  | 2024 |